# Pamba (geslacht)
Pamba is een geslacht van vlinders van de familie dikkopjes (Hesperiidae), uit de onderfamilie Hesperiinae.

## Soorten
- P. boyaca Nicolay, 1973
- P. pamba Evans, 1955